# Qibi-Aššur
Qibi-Aššur (mKI-BI-dAš-šur), babylonisch auch (mKi-pi-dAš-šur, Gebot des Aššur), Sohn von Ibašši-ilī, Enkel von Adad-nīrārī I, war ein assyrischer Wesir unter Salmanassar I. und Tukultī-Ninurta I. im 13. Jahrhundert v. Chr.

## Titel
Qibi-Aššur bekleidete im zweiten (vollen) Regierungsjahr Tukultī-Ninurtas das Eponymat,  was auf seine hohe Stellung am Hofe schließen lässt. Erhalten ist auch eine Stele seines Urenkels Aššur-mudammeq, die ihn als Inhaber der folgenden zwei Titel ausweist:
- sukkallu rabi’u = Großwesir.[3] Unter den Königen Salmanassar I. und Tukultī-Ninurta I. übte er das Amt des Großwesirs aus, was ihn vermutlich zum mächtigsten Mann nach dem König machte. In der mittelassyrischen Zeit war das Amt des Großwesirs aufs Engste mit dem Amt des Königs von Hanigalbat verbunden.

- šar māt Hanigalbat = König von Hanigalbat. Als erster König von Hanigalbat übte er die Herrschaft über einen großen Teil des ehemaligen Mitanni aus. Das von ihm kontrollierte Gebiet erstreckte sich vornehmlich entlang der Flüsse Hābūr und Bālih. Ein Zentrum seiner Regierung war Dūr-Katlimmu.

## Leben
Nach einem Bericht des babylonischen Gesandten in Aššur, Zikir-ilišu, der in Dur-Kurigalzu gefunden wurde, war Qibi-Aššur auch für die Unterwerfung der Hirānu und Hasmu – vielleicht Stämme der Aḫlamū –, zuständig, die er mit 100 Streitwagen verfolgte.

## Familie
Qibi-Aššur entstammt einer Nebenlinie des assyrischen Königsgeschlechts und war ein Enkel des Königs Adad-nīrārī I. Sein Urenkel Ninurta-apil-Ekur erlangte schließlich die Königswürde. Ninurta-apil-Ekur bezeichnet sich selbst als Nachkomme des Erība-Adad und Sohn des Ilī-padâ.
Zu Qibi-Aššurs Nebenlinie zählten während der Regierungszeit Salmanasser I. und seiner Nachfolger einige der mächtigsten Personen des mittelassyrischen Reichs, z. B.:
- Vater: Ibašši-ilī (Sohn des Adad-nīrārī I.; mār šarre = Königssohn, līmu = Eponym)
- Bruder: Mudammeq-Nusku (Sohn des Ibašši-ilī; līmu = Eponym)
- Söhne:
  - Aššur-dammeq (Sohn des Qibi-Aššur; līmu = Eponym)
  - Aššur-iddin (Sohn des Qibi-Aššur; sukkallu rabi’u = Großwesir, šar māt Hanigalbat = König von Hanigalbat)
- Enkel:
  - Aššur-zēra-iddina (Sohn des Aššur-dammeq; līmu = Eponym)
  - Qarrād-Aššur (Sohn des Aššur-iddin; līmu = Eponym)
  - Ninu’āju (Sohn des Aššur-iddin; līmu = Eponym)
  - Salmānu-mušabši (Sohn des Aššur-iddin ?; sukkallu rabi’u = Großwesir)
  - Ilī-padâ (Sohn des Aššur-iddin; līmu = Eponym, sukkallu rabi’u = Großwesir, šar māt Hanigalbat = König von Hanigalbat)
- Urenkel:
  - Ninurta-apil-Ekur (Sohn des Ilī-padâ; König von Assyrien, līmu = Eponym)
  - Samēdu (Sohn des Aššur-zēra-iddina; līmu = Eponym, šaknu = Präfekt von Ninu'a)
  - Aššur-mudammeq (Sohn des Aššur-zēra-iddina; līmu = Eponym, šaknu = Präfekt von Ninu'a)
  - Mardukīja (Sohn des Ilī-padâ; līmu = Eponym, bēl pāhete = Gouverneur von Halahhu, šaknu = Präfekt von Katmuḫḫi)
- Ururenkel:
  - Erû-apla-iddina (Sohn des Samēdu; līmu = Eponym, sukkallu rabi’u = Großwesir, šar māt Hanigalbat = König von Hanigalbat, bēl pāhete / šaknu = Gouverneur / Präfekt von Halahhu)
  - Aššur-dān I. (Sohn des Ninurta-apil-Ekur; König von Assyrien, līmu = Eponym)

## Belege
1. ↑  Helmut Freydank: Zu den Eponymenfolgen des 13. Jahrhunderts v. Chr. in Dūr-Katlimmu. In: Altorientalische Forschungen 32 (2005), S. 49.
2. ↑  Walter Andrae: Die Stelenreihen in Assur (= Wissenschaftliche Veröffentlichungen der Deutschen Orient-Gesellschaft 24). Hinrichs, Leipzig 1913, S. 61 (Nr. 63).
3. ↑  Stefan Jakob: Mittelassyrische Verwaltung und Sozialstruktur (= Cuneiform Monographs 29). Leiden und Boston 2003, S. 224.
4. ↑  Oliver R. Gurney: Texts from Dur-Kurigalzu. In: Iraq 11 (1949), S. 139–141.
5. ↑  Eva Cancik-Kirschbaum: Nebenlinien des assyrischen Königshauses. In: Altorientalische Forschungen 26 (1999), S. 210–222, sowie Stefan Jakob: Mittelassyrische Verwaltung und Sozialstruktur, S. 64f.

| Personendaten    | Personendaten           |
| ---------------- | ----------------------- |
| NAME             | Qibi-Aššur              |
| KURZBESCHREIBUNG | assyrischer Wesir       |
| GEBURTSDATUM     | 13. Jahrhundert v. Chr. |
| STERBEDATUM      | 13. Jahrhundert v. Chr. |